# Vendicatori Segreti
I Vendicatori Segreti (Secret Avengers) sono un gruppo di supereroi dei fumetti creato da Mark Millar e Steve McNiven, pubblicato dalla Marvel Comics.
Il gruppo si è formato in seguito a Civil War, con l'obiettivo di riunire i supereroi che rifiutano di aderire all'Atto di Registrazione dei Superumani e coordinarne le attività. Fondatore e leader del gruppo è Capitan America.

## Storia editoriale
Lo scrittore Ed Brubaker e il disegnatore Mike Deodato sono stati il team creativo dei "Vendicatori Segreti". 
La serie è iniziata alla fine di maggio 2010 (data di copertina luglio 2010).
A partire dal primo numero, i membri comprendevano: Bestia, War Machine, Valchiria, Moon Knight, Nova, Vedova Nera, Sharon Carter,  Ant-Man, il capitano Steve Rogers leader del gruppo.
Nel corso della storia editoriale della serie (fino al 2013) si sono aggiunti altri eroi tra i quali: Occhio di Falco, Capitan Bretagna, la Torcia Umana, e Agente Venom.
Dopo gli eventi editoriali di Marvel NOW! altri membri, in modo saltuario, fanno parte della squadra: Mimo, Taskmaster, Hulk e Spider-Woman. 

## Altri media
- Nel film del 2014 Captain America: The Winter Soldier, il costume di Capitan America per la maggior parte del film si basa sul costume "Super Soldier" indossato da Steve Rogers nel primo volume dei Vendicatori Segreti.
- Nel film del 2018 Avengers: Infinity War, i Vendicatori Segreti vengono citati durante la prima battaglia contro Corvus Glaive e Proxima Midnight. A seguito degli accordi di Sokovia redatti durante Captain America: Civil War, alcuni Vendicatori agiscono al di fuori della legge, e durante un'incursione dei figli di Thanos ai danni di Visione, ad aiutare Scarlet Witch arrivano Falcon, Cap in versione "Nomad" e Natasha con un look che ricorda Yelena Belova.

- Nella serie animata Avengers Assemble, dopo aver lasciato i Vendicatori, Capitan America si unisce allo S.H.I.E.L.D. al fianco di Vedova nera, Occhio di Falco e Hulk sotto il nome di Vendicatori Segreti. Il gruppo ritorna nei Vendicatori a seguito della minaccia di Ultron.